# Luciano Ricceri
Luciano Ricceri (* 24. April 1940 in Rom; † 1. Februar 2020 in Orte) war ein italienischer Filmarchitekt und Kostümbildner.

## Leben und Wirken
Ricceri studierte Malerei in Florenz und anschließend Bühnenbild an der Akademie der Schönen Künste in Rom. Schon als früher Twen ging er zum Film und war, teils als Assistent, teils als Filmarchitekt, an mehreren Werken Federico Fellinis wie Achteinhalb und Julia und die Geister beteiligt. Ab den 1970er Jahren zählte Ricceri zu den führenden und bestbeschäftigten Szenenbildnern seines Landes. Kollaborationen führten ihn mit einer Reihe von anerkannten Regisseuren zusammen, darunter mehrfach Ettore Scola und Dino Risi.
1987 erhielt Ricceri die Goldene Muschel für seine Entwürfe zu Giuliano Montaldos Brille mit Goldrand, 1991 das Silberne Band für die Designs zu Scolas Die Reise des Capitan Fracassa und zehn Jahre darauf den David di Donatello für seine Arbeit am Film Concorrenza sleale desselben Regisseurs. Luciano Ricceri war bis in seine letzten Jahre aktiv und entwarf dabei überwiegend Bauten für bisweilen sehr aufwendige Fernsehmehrteiler.

## Filmografie
Als Filmarchitekt, wenn nicht anders angegeben:
- 1962: Mein Freund Benito (Il mio amico Benito)
- 1965: Julia und die Geister (Giulietta degli spiriti)
- 1965: Kampf um Atlantis (Il conquistadore di Atlantide)
- 1966: L’arcediavolo
- 1966: A qualsiasi prezzo
- 1967: Il tigre
- 1968: Die Odyssee (L’Odissea)
- 1968: Sissignore
- 1968: Vedo nudo
- 1970: Eifersucht auf italienisch (Dramma della gelosia – Tutti i particolari in cronaca)
- 1971: Die Äneis (Eneide)
- 1971: Permette ? – Rocco Papaleo
- 1972: Die schönste Soirée (La più bella serata della mia vita) (Kostüme)
- 1972: Ein Scheiß-Wochenende (Mordi e fuggi)
- 1973: Theresa, die Diebin (Teresa la ladra)
- 1974: Wir hatten uns so geliebt (C’eravamo tanti amati) (auch Kostüme)
- 1975: Telefoni bianchi (Telefoni bianchi) (auch Kostüme)
- 1975: Eine Laus im Pelz (A mezzanotte va la ronda del piacere)
- 1976: Anima persa (auch Kostüme)
- 1976: Die Schmutzigen, die Häßlichen und die Gemeinen (Brutti, sporchi e cattivi)
- 1977: Ein besonderer Tag (Un giorno particolare)
- 1977: Viva Italia (I nuovi mostri)
- 1978: Caro Papa (Caro papà)
- 1978: Zwei Väter, ein Kind und die schöne Lucia (Due pezzi di pane)
- 1979: Die Terrasse (La terrazza)
- 1979: Sono fotogenico
- 1981: Marco Polo (Fernsehmehrteiler)
- 1982: Duell der Besten (I paladini, storia d’armi e d’amori)
- 1983: Le Bal – Der Tanzpalast (Le bal)
- 1985: Macaroni (Maccheroni)
- 1985: Leidenschaften (Interno Berlinese)
- 1986: Die Familie (La famiglia)
- 1986: Control
- 1987: Brille mit Goldrand (Gli occhiali d’oro)
- 1988: Splendor (Splendor)
- 1988: Wie spät ist es ? (Che ora è ?)
- 1990: Die Reise des Capitan Fracassa (Il viaggio di Capitan Fracassa)
- 1992: Cinecittà...Cinecittà (Co-Produktion)
- 1992: Lettera da Parigi
- 1993: Dove siete ? Io sono qui
- 1994: Occhiopinocchio
- 1997: La cena
- 1997: Die entfesselte Silvesternacht (L’ultimo capodanno)
- 1998: Un medico in famiglia
- 1999: Kaputt Mundi
- 2000: Concorrenza sleale
- 2003: Il vestito da sposa
- 2003: Gente di Roma
- 2004: Il tunnel di libertà
- 2006: Papa Luciani – il sorriso di dio
- 2007: L’avvocato Guerrieri
- 2010: Eroi per caso
- 2011: Dove la trovi una como me?
- 2012: Acciaio
- 2013–2005: I delitti del BarLume (Filmreihe)
- 1999–2017: Commissario Montalbano (Fernsehserie)
- 2018: La mossa del cavallo: c’era una volta Vigata